# Dimitar Danailow
Dimitar Danailow, bulgarisch Димитър Данаилов (* 1921 in Tschirpan; † 1992) war ein bulgarischer Schriftsteller.

## Biographie
Dimitar Danailow studierte an der Sofioter Kliment-Ochridski-Universität slawische Philologie. Er hat viele Artikel in Periodika veröffentlicht und drei Bücher herausgegeben:
(Anmerkung: bei den deutschen Buchtiteln handelt es sich lediglich um freie Übersetzungen, sie sind nicht auf Deutsch erschienen.)
- Милиони гълъби („Millionen Tauben“) – 1954
- Тракийска луна („Thrakischer Mond“) – 1969
- Незаключена врата („Die unverschlossene Tür“) – 1991

Er war 30 Jahre lang der Direktor des Pejo-Jaworow-Museums in der Stadt Tschirpan und war sehr engagiert für das kulturelle Leben der Stadt. Er war Mitgliedes des Bulgarischen Schriftstellerverbandes.
| Personendaten    | Personendaten                  |
| ---------------- | ------------------------------ |
| NAME             | Danailow, Dimitar              |
| ALTERNATIVNAMEN  | Данаилов, Димитър (bulgarisch) |
| KURZBESCHREIBUNG | bulgarischer Schriftsteller    |
| GEBURTSDATUM     | 1921                           |
| GEBURTSORT       | Tschirpan                      |
| STERBEDATUM      | 1992                           |